# SDSS J1531+3414
SDSS J1531+3414 è un ammasso di galassie situato in direzione della costellazione della Corona Boreale con un redshift di z=0,335 (distanza percorsa dalla luce di 3,7 miliardi di anni luce, distanza comovente di 4,35 miliardi di anni luce).
SDSS J1531+3414 ha una massa complessiva equivalente a 4000 volte la Via Lattea e al centro dell'ammasso dominano due galassie ellittiche ampie circa 330.000 anni luce ognuna.
Osservazioni effettuate dal Telescopio spaziale Hubble, nella banda dell'ultravioletto, hanno messo in evidenza che le due galassie sono collegate da strutture allungate estremamente brillanti con filamenti di idrogeno che le interconnettono. L'iniziale interpretazione era orientata verso fenomeni di lensing gravitazionale evidenti nelle immagini dell'ammasso riprese da Hubble.
In realtà ad una più attenta analisi, e sulla base dei redshift degli oggetti inquadrati, si è concluso trattarsi di superammassi stellari costituiti da giovani stelle massicce prodotte dallo scontro delle due massicce galassie ellittiche o, in alternativa, direttamente dal plasma di gas caldo intergalattico. 
Questi astri, comunque, hanno una vita piuttosto breve che si concluderà in una decina di milioni di anni.

## Galleria d'immagini

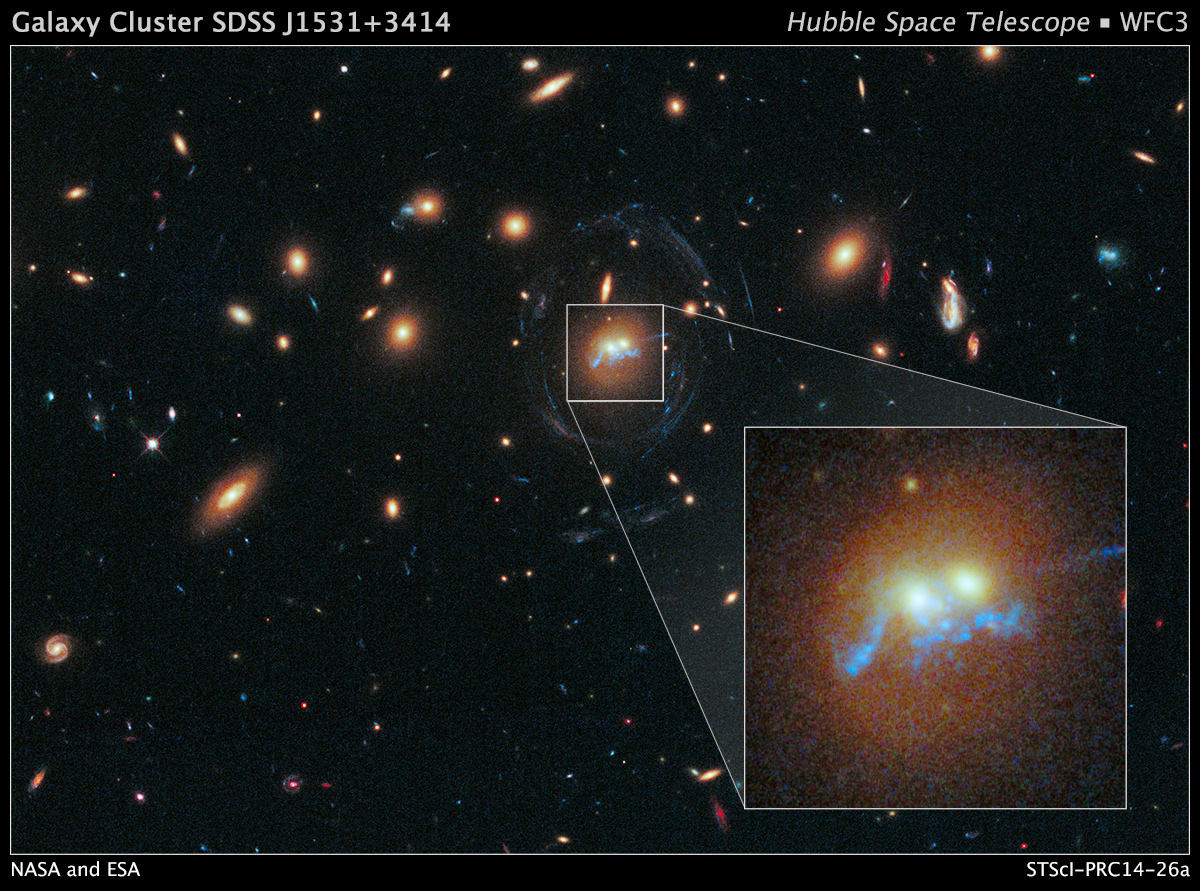
SDSS J1531+3414; l'ingrandimento mostra le due galassie ellittiche con gli ammassi di stelle neoformate
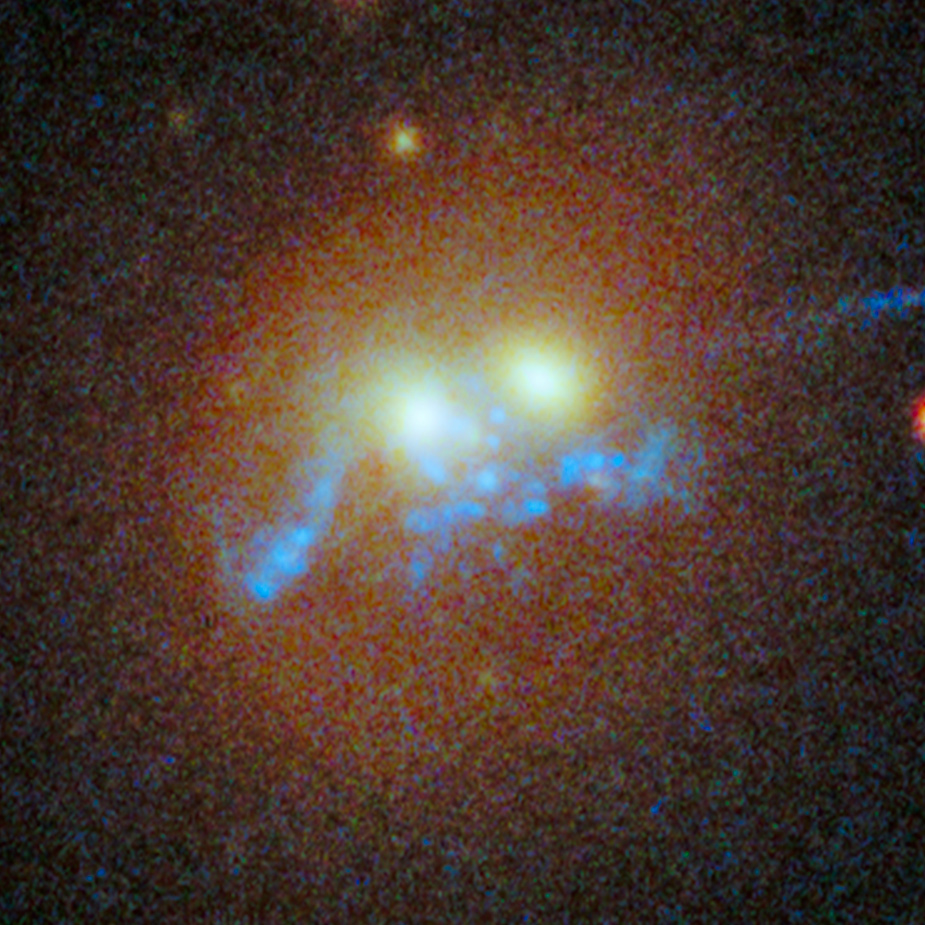
Ingrandimento delle due galassie ellittiche centrali con gli ammassi di stelle neoformate